# رايموند فيلد
رايموند فيلد (بالإنجليزية: Raymond Field)‏ هو كاهن كاثوليكي أيرلندي، ولد في 24 مايو 1944 في دبلن في جمهورية أيرلندا.